# Stefan Rydberg
Stefan Rydberg, född 1962 i Malmö, är en svensk gitarrist inom rock, blues och soul.
Rydberg var mellan 1979 och 1983 medlem i rockbandet Balthazar, som gav ut albumet Hiding In The Closet (1982) och uppnådde lokala framgångar. Under 1990-talet spelade han blues och soul i Zocciplazt R&B Band. På 2000-talet var han verksam i Fröknarna Chic & co, som framförde covers från 1960- och 1970-talen. Mellan 2008 och 2011 spelade han soul och funk i Malmöbandet Fluke. Sedan 2011 är han gitarrist i det Malmöbaserade pop- och jazzbandet Eve 'n' Us och sedan 2015 även i Sven Bornemark Blues Band.